# Гай Сеций Кампан
Гай Сеций Кампан (лат. Gaius Secius Campanus) — римский политический деятель второй половины I века.
О биографии Кампана сохранилось мало подробностей. С 13 января по февраль 86 года он занимал должность консула-суффекта. Больше о нём ничего неизвестно.